# 우네비역
우네비역(일본어: 畝傍駅, うねびえき)은 일본 나라현 가시하라시에 있는 서일본 여객철도의 철도역이다.

## 역 구조
상대식 승강장 2면 2선 형태의 지상역으로, 오지 철도부가 관리하는 무인역이다. 2005년 12월 이전에는 단식 승강장도 있었다.
이코카 및 제휴 교통카드의 사용이 가능하다.

### 승강장
| 1 | ■ 사쿠라이 선 | 사쿠라이 · 나라 방면      |
| 2 | ■ 사쿠라이 선 | 다카다 · 오지 · 고조 방면 |

## 역세권 정보
- 긴키 닛폰 철도 가시하라 선 야기니시구치 역 - 서쪽으로 도보 5분 거리.
- 긴키 닛폰 철도 오사카 선/가시하라 선 야마토야기 역 - 북쪽으로 도보 10분 거리.

## 역사
- 1893년 5월 23일 - 오사카 철도가 다카다역 ~ 사쿠라이 역 구간을 개통함과 동시에 개업.
- 1900년 6월 6일 - 간사이 철도가 오사카 철도의 노선을 인수.
- 1907년 10월 1일 - 간사이 철도의 국유화에 따라 국유철도의 소속이 되었다.
- 1987년 4월 1일 - 민영화에 따라 서일본 여객철도의 소속이 되었다.
- 2005년 3월 1일 - 이코카의 사용이 개시되었다.

## 인접역
| 서일본 여객철도 사쿠라이 선 | 서일본 여객철도 사쿠라이 선          | 서일본 여객철도 사쿠라이 선 |
| --------------------------- | ------------------------------------ | --------------------------- |
| 가구야마 나라 방면          | ■ 사쿠라이 선 (만요마호로바 선) 보통 | 가나하시 다카다 방면        |